# Anna Pogonowska
Anna Pogonowska (ur. 7 stycznia 1922 w Łodzi, zm. 6 czerwca 2005 w Warszawie) – polska poetka, absolwentka polonistyki na Uniwersytecie Łódzkim, debiutowała w 1948 tomikiem Węzły.

## Życiorys
Ojciec, Józef N. Pogonowski pochodził z Podlasia, z zawodu farmaceuta, był znanym w Łodzi działaczem społecznym i politycznym, przedsiębiorcą. Matka, Eugenia z domu Gadzinowska, urodziła się na Kujawach w rodzinie ziemiańskiej.
Pogonowska do wybuchu II wojny światowej uczyła się w Gimnazjum Heleny Miklaszewskiej w Łodzi. Wkrótce wraz z rodzicami i siostrą została deportowana na wschód do Generalnego Gubernatorstwa. W okresie okupacji mieszkała we wsi Tarnowska Wola. Pracowała wówczas jako robotnica leśna. Po ucieczce Niemców z ziem okupowanych w lutym 1945 wróciła do Łodzi. Zdała tam opóźnioną maturę i rozpoczęła studia na Uniwersytecie Łódzkim. W 1947 wyszła za mąż za architekta Jerzego Oplustila i przeniosła się na rok do Krakowa, gdzie kontynuowała studia na Uniwersytecie Jagiellońskim. Po powrocie do Łodzi urodziła córkę Elżbietę, a później syna Pawła. W Łodzi też ukończyła studia, pisząc monograficzną pracę magisterską o poezji Bolesława Leśmiana. Obroniła się w 1950 roku.
Anna Pogonowska zadebiutowała w 1946 roku na łamach tygodnika „Odrodzenie”, później publikowała w „Kuźnicy”. W okresie kulminacji stalinizmu i socrealizmu, w latach 1950–1955, poetka przestała publikować. Po nastaniu odwilży w 1956 roku podjęła próby książkowego wydania wierszy, ale udało się to dopiero w 1958 roku kiedy w Czytelniku ukazał się tomik Kręgi. W następnych latach kontynuowała twórczość poetycką i eseistyczną publikując w „Więzi”, „Poezji”, „Twórczości”. W 1963 przeniosła się wraz z rodziną do Warszawy. W latach 70. przebywała kilka lat w Maroku, gdzie jej mąż pracował na kontrakcie.
Była członkiem Związku Literatów Polskich od 1947, członkiem Stowarzyszenia Pisarzy Polskich oraz PEN Clubu Polska od lat 70.
Spoczywa na cmentarzu Powązkowskim w Warszawie (Kwatera 235, Rząd 5, Miejsce 3).

## Nagrody
Była laureatką nagrody im. Brata Alberta w 1979.

## Twórczość
- Węzły (1948)
- Przemiany (1951)
- Kręgi (1958)
- Urzeczywistnianie (1961)
- Młodość okupacyjna (1961)
- Gąszcze (1961)
- Zbroja (1965)
- Ceremoniał (1969)
- Poezje wybrane (1970)
- Wizerunek (1973)
- Wiersze wybrane (1973)
- Zaprzęg (1978)
- Wiersze inne (1980)
- Doświadczenia (1981)
- Tylko wierszem (1984)
- Albo i albo (1985)
- Wiersze wybrane (1987)
- Klucząc za prawdą (1991)
- Błyszczący byt (1992)
- Wiersze (nie)zapomniane (2018)